# Gouvernement Fanfani V
Pour les articles homonymes, voir Gouvernement Fanfani.
 (septembre 2023).
Si vous disposez d'ouvrages ou d'articles de référence ou si vous connaissez des sites web de qualité traitant du thème abordé ici, merci de compléter l'article en donnant les références utiles à sa vérifiabilité et en les liant à la section « Notes et références ».
Ire République italienne
Gouvernement Spadolini II Gouvernement Craxi I
Le gouvernement Fanfani V (Governo Fanfani V) est le gouvernement de la République italienne dirigé par Amintore Fanfani du 1er décembre 1982 au 4 août 1983, durant la huitième législature du Parlement.

## Coalition et historique
Dirigé par l'ancien président du Conseil des ministres démocrate-chrétien Amintore Fanfani, il était soutenu par une coalition entre la Démocratie chrétienne (DC), le Parti socialiste italien (PSI), le Parti socialiste démocratique italien (PSDI), et le Parti libéral italien (PLI), qui réunissaient ensemble 353 élus sur 630 à la Chambre des députés, soit 56 % des sièges, et 181 élus sur 315 au Sénat de la République, soit 57,4 % des sièges.
Il a été formé à la suite d'un désaccord entre les ministres du Trésor et des Finances, issus de la DC et du PSI, ayant entraîné la chute du second gouvernement du républicain Giovanni Spadolini, soutenu par les mêmes partis ainsi que le Parti républicain italien (PRI). Il a été remplacé par le premier gouvernement du socialiste Bettino Craxi, à la suite des élections générales anticipées du 26 juin 1983, déclenchées par la démission des ministres socialistes, qui a mis le gouvernement en minorité.

## Composition
| Poste                                                                                         | Titulaire | Titulaire                         | Parti |
| --------------------------------------------------------------------------------------------- | --------- | --------------------------------- | ----- |
| Président du Conseil des ministres                                                            |           | Amintore Fanfani                  | DC    |
| Ministres sans portefeuille                                                                   |           |                                   |       |
| Ministre pour les Affaires régionales                                                         |           | Fabio Fabbri                      | PSI   |
| Ministre pour la Coordination des initiatives pour la recherche scientifique et technologique |           | Pier Luigi Romita                 | PSDI  |
| Ministre pour la Coordination des politiques communautaires                                   |           | Alfredo Biondi                    | PLI   |
| Ministre pour la Coordination de la protection civile                                         |           | Loris Fortuna                     | PSI   |
| Ministre pour la Fonction publique                                                            |           | Dante Schietroma                  | PSDI  |
| Ministre pour les Interventions extraordinaires pour le Mezzogiorno                           |           | Claudio Signorile                 | PSI   |
| Ministre pour les Relations avec le Parlement                                                 |           | Luciano Radi                      | DC    |
| Ministres                                                                                     |           |                                   |       |
| Ministre des Affaires étrangères                                                              |           | Emilio Colombo                    | DC    |
| Ministre de l'Intérieur                                                                       |           | Virginio Rognoni                  | DC    |
| Ministre des Grâces et de la Justice                                                          |           | Clelio Darida                     | DC    |
| Ministre du Budget et de la Programmation économique                                          |           | Guido Bodrato                     | DC    |
| Ministre des Finances                                                                         |           | Francesco Forte (homme politique) | PSI   |
| Ministre du Trésor                                                                            |           | Giovanni Goria                    | DC    |
| Ministre de la Défense                                                                        |           | Lelio Lagorio                     | PSI   |
| Ministre de l'Instruction publique                                                            |           | Franca Falcucci                   | DC    |
| Ministre des Travaux publics                                                                  |           | Franco Nicolazzi                  | PSDI  |
| Ministre de l'Agriculture et des Forêts                                                       |           | Calogero Mannino                  | DC    |
| Ministre des Transports                                                                       |           | Mario Casalinuovo                 | PSI   |
| Ministre des Postes et des Télécommunications                                                 |           | Remo Gaspari                      | DC    |
| Ministre de l'Industrie, du Commerce et de l'Artisanat                                        |           | Filippo Maria Pandolfi            | DC    |
| Ministre de la Santé                                                                          |           | Renato Altissimo                  | PLI   |
| Ministre du Commerce extérieur                                                                |           | Nicola Capria                     | PSI   |
| Ministre de la Marine marchande                                                               |           | Michele Di Giesi                  | PSDI  |
| Ministre des Participations de l'État                                                         |           | Gianni De Michelis                | PSI   |
| Ministre du Travail et de la Sécurité sociale                                                 |           | Vincenzo Scotti                   | DC    |
| Ministre des Biens culturels et environnementaux                                              |           | Nicola Vernola                    | DC    |
| Ministre du Tourisme et du Divertissement                                                     |           | Nicola Signorello                 | DC    |